# Hjelmeland
Hjelmelandⓘ ist eine norwegische Kommune in der Fylke Rogaland.

## Lage

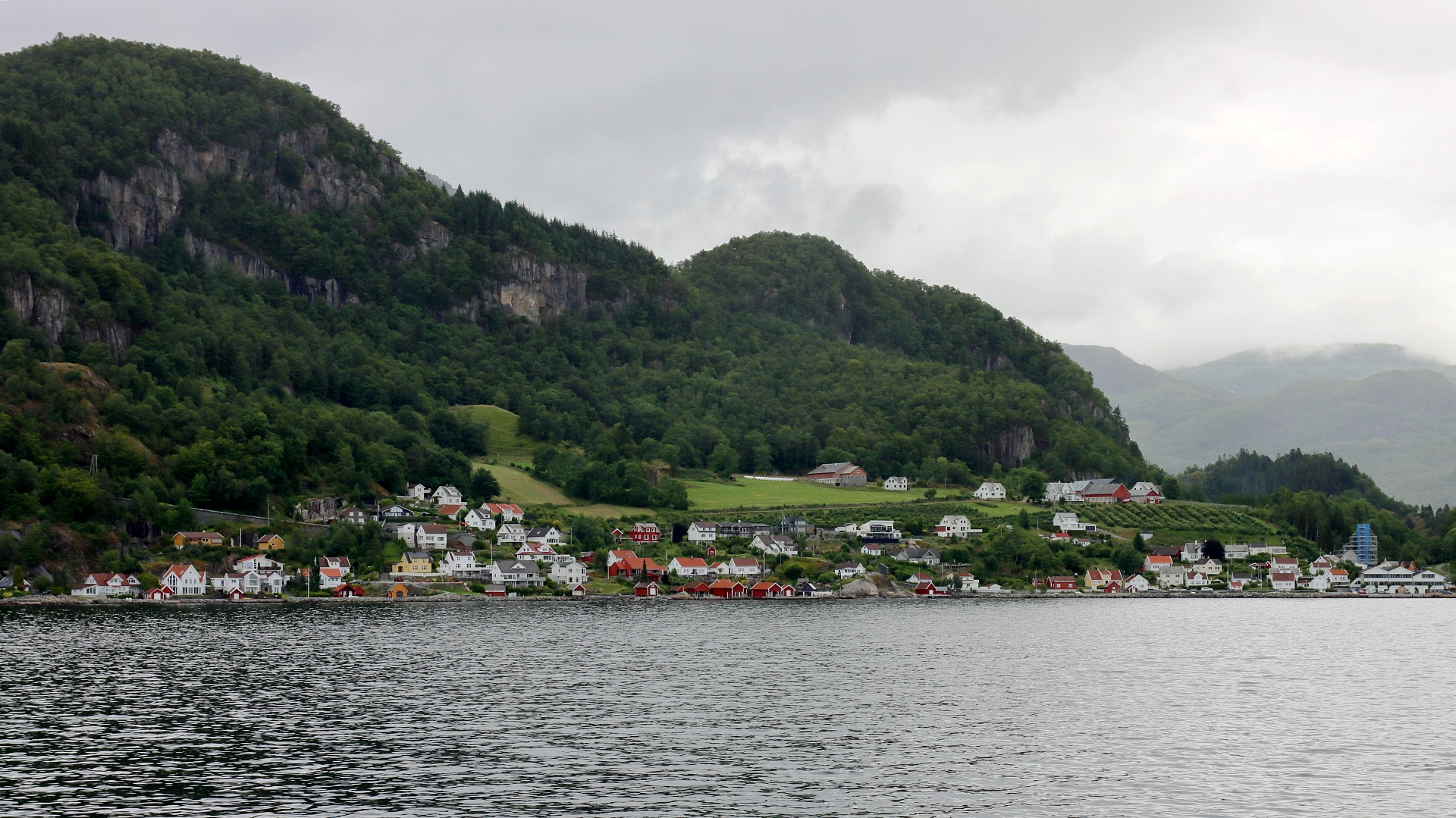
Hjelmeland

Die Kommune gehört zur Landschaft Ryfylke. Die Hjelmeland-Kommune grenzt im Norden an Suldal, im Osten an Bykle, im Süden an Sandnes und Strand und im Westen an Stavanger. Das administrative Zentrum liegt in Hjelmelandsvågen.

## Geschichte

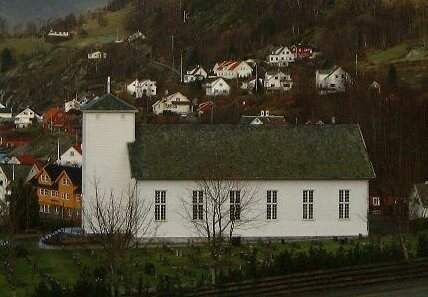
Kirche von Hjelmeland

Die größten Ortschaften sind Fister und Årdal (mit dem Bautastein von Tveit). Die zwei früheren Kommunen wurden 1965 in der Kommune Hjelmeland vereinigt.
In Årdal befindet sich eine im 17. Jahrhundert errichtete Renaissancekirche, die Alte Kirche Årdal.
Zum 1. Januar 2020 kam der Teil der Insel Ombo, der zu Hjelmeland gehörte, zu Stavanger, wodurch Hjelmeland um rund 24 km² kleiner wurde.

## Wirtschaft
Die Hauptwirtschaftszweige sind Fisch- und Obstproduktion.

## Verkehrsanbindung
Der von Stavanger kommende Riksvei 13 (Rv 13) nutzt die zwischen Hjelmeland und Nesvik bestehende Fährverbindung.